# Paul Treu
Paul Treu (* 6. September 1913 in Bern; † 5. September 1944 über Zürich) war ein Schweizer Militärpilot. Er war der letzte von vier Piloten der Schweizer Armee, die im Zweiten Weltkrieg in direkten Luftkämpfen fielen, und der einzige, der von US-amerikanischen Flugzeugen tödlich abgeschossen wurde.

## Leben
Paul Treu studierte nach seiner Ausbildung zum Militärpiloten Forstwissenschaften an der ETH Zürich. Bei Ausbruch des Zweiten Weltkriegs weilte er zufällig auf Forschungsreise in Polen und steuerte eines der beiden Autos, mit denen die Belegschaft der Schweizer Botschaft Hals über Kopf aus Warschau nach Czernowitz evakuiert wurde. Danach reiste er per Flugzeug über Bukarest und Mailand in die Schweiz, wo er in die Fliegerkompanie 12 in Grenchen im Kanton Solothurn einrückte. Hier lernte er seine spätere Ehefrau Doris Zemp kennen. 1940 schloss er sein Studium als diplomierter Forstingenieur ab. Nach zeitlich befristeten Tätigkeiten im Kanton Waadt und im Kanton St. Gallen wurde er 1942 technischer Aushilfsangestellter im Kanton Solothurn. 1943 wurde er zum Adjunkten des kantonalen Oberforstamts Solothurn gewählt. Im selben Jahr heiratete er und zog mit seiner Gattin in die Stadt Solothurn, wo am 5. April 1944, fünf Monate vor seinem Tod, ihr gemeinsamer Sohn zur Welt kam. Zur Zeit seines Todes am 5. September 1944 diente Treu in der Fliegerkompanie 7, die auf dem Militärflugplatz Dübendorf stationiert war.
Treu erhielt am 8. September ein militärisches Begräbnis in Solothurn. Seine Witwe verblieb in Solothurn und fand Arbeit als Sekretärin beim Uhrenhersteller Omega in Biel. Später verheiratete sie sich ein zweites Mal.

## Tod

### Rekonstruktion der Geschehnisse
Während des Zweiten Weltkriegs kam es immer wieder zu Luftraumverletzungen in der Schweiz. Im Zuge des Frankreichfeldzugs des Deutschen Reichs waren bereits 1940 drei Schweizer Piloten in Luftkämpfen gegen die deutsche Luftwaffe gestorben: am 4. Juni Rudolf Rickenbacher in einer Messerschmitt Bf 109 und am 8. Juni Rodolfo Meuli und Emilio Gürtler in einer C-35.
Die Ereignisse des fatalen 5. Septembers 1944 wurden von Major Georges Dombrowski so genau wie möglich rekonstruiert. Am 17. Oktober 1944 legte er seine Erkenntnisse im Untersuchungsbericht «Einflug amerikanischer Bombenflugzeuge und Mustang-Langstrecken-Jagdflugzeuge in den Schweizerischen Luftraum und die Beschiessung von zwei schweizerischen Me-109E» vor.
Am Vormittag des 5. Septembers 1944 bombardierten die United States Army Air Forces verschiedene Städte in Südwestdeutschland, Hauptziele waren Mannheim, Karlsruhe, Stuttgart und Ludwigshafen. Beim Angriff auf die Daimler-Benz-Werke in Stuttgart-Untertürkheim wurde ein Bomber des Typs Boeing B-17 («Flying Fortress») von einer deutschen Flugabwehrkanone schwer getroffen. Zwei Motoren fielen aus, ein weiterer Motor und der Benzin- und Öltank waren beschädigt. Da unter diesen Umständen an eine Rückkehr nach England nicht mehr zu denken war, entschied der erst 22-jährige Kommandant des Flugzeugs, Alvin Wilbur Jaspers (1922–1967), in die Schweiz einzufliegen, und erhielt dafür Jagdschutz durch zwei Begleitjäger des Typs P-51 Mustang. Die B-17 wurde von Thomas F. Gallagher geflogen, in den Mustangs sassen Nathan Ostrow aus Minneapolis und Earl Erickson aus dem kleinen Dorf Oakwood in Missouri. Bereits vor dem Einflug in die Schweiz liess Jaspers Bordmaterial abwerfen.
Um 11:07 Uhr überquerte die B-17 zwischen den Kantonen Schaffhausen und Thurgau, bei Stein am Rhein/Eschenz, die Schweizer Grenze. Die beiden Mustangs hätten hier eigentlich umkehren müssen, taten dies aus nicht restlos geklärten Gründen aber nicht. Da die B-17 ferner das Fluggestell nicht ausgefahren hatte, nicht in Begleitung von Schweizer Jägern war, auch nicht auf das Warnfeuer reagierte und somit keine Landeabsicht erkennen liess, eröffnete das in Wängi stationierte Schweizer Flugabwehr-Detachement 95 das Feuer auf sie und verfehlte nur knapp. Die B-17 befand sich zu diesem Zeitpunkt über Hagenbuch ZH. Um dem Beschuss zu entgehen, liess Jaspers nach Westen in Richtung Winterthur abdrehen. Über Embrach warf er Munition und zwei Maschinengewehre ab, die ein Haus durchschlugen. Es wurde niemand dabei verletzt.
Um 11:10 Uhr wurde im Raum Zürich Fliegeralarm gegeben. Um 11:12 Uhr startete in Dübendorf ein Schwarm von vier Messerschmitt Bf 109 unter der Führung von Oberleutnant Künzler, der zusammen mit Oberleutnant Schoch die 1. Patrouille bildete. Die 2. Patrouille bestand aus Robert Heiniger und Paul Treu. Um 11:17 Uhr gab die Einsatzzentrale ihnen die Funkmeldung durch: «Avviso 1 bombo e 2 bibi posizione Loki direzione Atlanta» («Warnung ein Bomber und zwei Jäger Position Loki Richtung Atlanta»). Weil die Funkverbindung schlecht war, verstand Schoch lediglich «posizione Loki», Heiniger ganz schwach «Loki» und die anderen beiden Piloten hörten gar nichts. Somit wussten die Piloten nichts von den beiden amerikanischen Jagdflugzeugen, als sie um 11:20 Uhr bei Winterthur auf die B-17 trafen und sie ins Geleit nahmen, um sie nach Dübendorf zu eskortieren. Die 1. Patrouille schloss links und rechts auf, Heiniger und Treu übernahmen die Deckung und flogen je etwa 500 Meter ober- und unterhalb des Bombers. Künzler von der 1. Patrouille schoss eine Signalrakete ab. Die B-17 gab zwar zunächst keine Antwort, folgte aber der 1. Patrouille und drehte in Richtung Dübendorf ab, wo sie um 11:42 Uhr nach einigen Platzrunden sicher landete. Weder die 1. Patrouille noch die Insassen der B-17 bekamen etwas von den folgenden Geschehnissen mit.
Als die B-17 abdrehte und der 1. Patrouille folgte, sah Heiniger seinen Deckungsauftrag als abgeschlossen an und drehte mit Treu nach links weg, um den anderen von hinten zu folgen und weiterhin den Luftraum zu überwachen. In diesem Augenblick stachen die beiden amerikanischen Mustangs unversehens auf sie herab und beschossen Treu, der vermutlich sogleich tot war. Seine brennende Messerschmitt stürzte aus einer Höhe von etwa 2000 Metern trudelnd in den Hürstwald bei Affoltern, am nördlichen Rand der Stadt Zürich, ab. In einem Bericht der Zeitung Die Tat war am Folgetag zu lesen, das Flugzeug habe dabei eine Tanne geknickt und «sich nachher metertief in die Walderde» gegraben. Treus Leichnam sei «bis zur Unkenntlichkeit verstümmelt» gewesen. Ferner wurde berichtet:

«Die ersten Beobachter, die unverzüglich zur Unglücksstätte, die nur 50 Meter von einem Wohnhaus liegt, eilten, sahen, wie hohe Flammen das Benzin fraßen. Helles Geknatter zeigte, daß die Munition im Feuer explodierte. Etwa 1 Kilometer von der Trümmerstätte entfernt fanden Passanten die gläserne Flugzeugkuppel, die offenbar vom Jäger stammte und Blutspuren aufwies, so daß die Vermutung naheliegt, daß der schweizerische Pilot selbst schwer verletzt oder sogar getötet worden ist. Als erste waren Feuerwehr und Stadtpolizei an der Stelle, zu denen Luftschutz und Truppen kamen, und unverzüglich einen Absperrdienst organisierten, um die vielen Schaulustigen, die zu Fuß oder Velo zur Stelle eilten, fernzuhalten.»

Der völlig überraschte Heiniger wurde ebenfalls beschossen, konnte sich aber mit geschickten Manövern der Verfolgung entziehen und schwerverletzt in Dübendorf notlanden, wo er aus der brennenden Maschine gerettet wurde und schliesslich überlebte. Die beiden Mustangs drehten nach ihrem letzten Angriff auf Heiniger ab und verliessen um 11:33 Uhr die Schweiz bei Frick im Kanton Aargau.

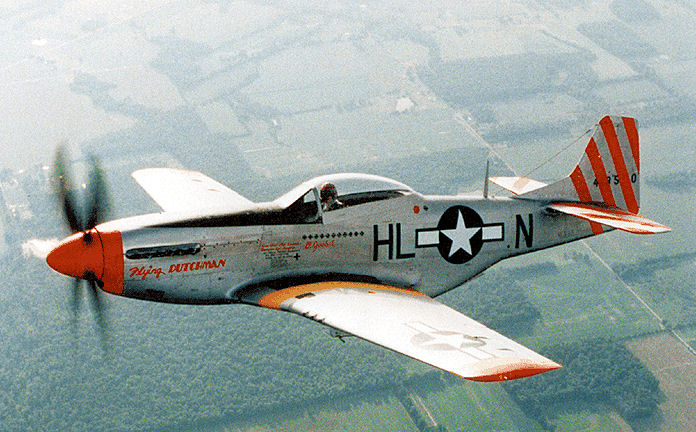
Jagdflugzeug P-51 Mustang der USAAF
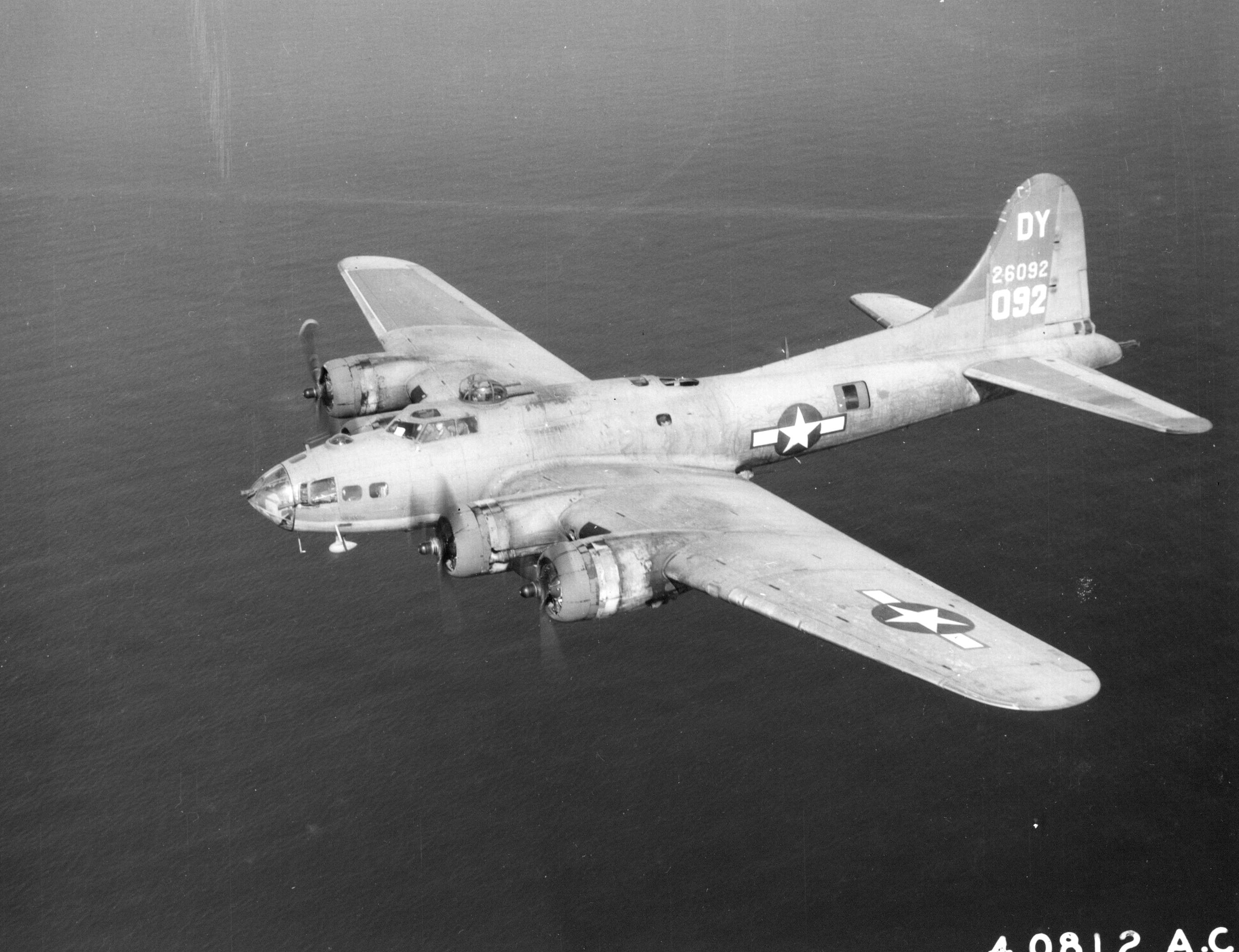
Bomber Boeing B-17 («Flying Fortress») der USAAF
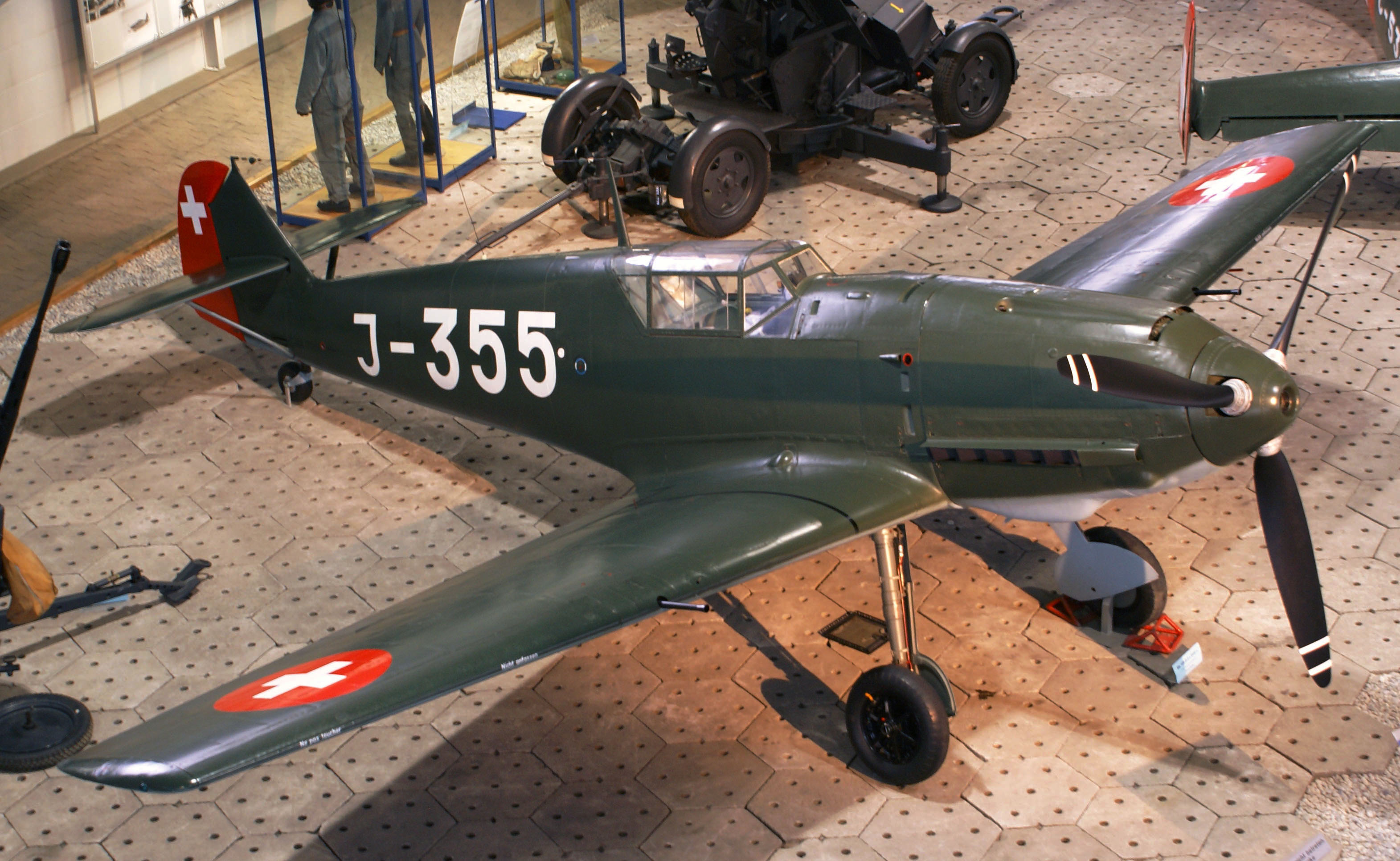
Jagdflugzeug Messerschmitt Bf 109 der Schweizer Luftwaffe

### Der Einflug einer B-24
Nur 6 Minuten nach der B-17, um 11:13 Uhr, flog bei Schaffhausen eine ebenfalls havarierte Consolidated B-24 («Liberator») in die Schweiz ein. Deren Kommandant Fanelli liess seine Begleitflugzeuge vorschriftsgemäss an der Grenze zurückkehren. Da er über Schweizer Karten verfügte, navigierte er selbständig nach Dübendorf, wo er um 11:26 Uhr, noch vor der B-17, landete, ohne einem Schweizer Flugzeug begegnet zu sein.

### Bewertung
Die amerikanischen Piloten der Mustangs, Ostrow und Erickson, wurden nie zu den Ereignissen befragt, obwohl sie beide den Krieg überlebten, womit die Gründe für den Angriff nie geklärt werden konnten. In den Medien wurde zunächst gemutmasst, die Piloten hätten die Schweizer Hoheitszeichen auf den Flugzeugen nicht erkannt und sie, da die eingesetzten Messerschmitts deutsche Fabrikate waren, fälschlicherweise für Jäger der deutschen Luftwaffe gehalten. Am 5. September herrschte jedoch bestes Wetter und eine solche Verwechslung erscheint angesichts der klaren Sicht nicht wahrscheinlich. Ausserdem hätten die Amerikaner in diesem Fall bereits beim Auftauchen des Schwarms angreifen und nicht erst zuwarten müssen. Der Untersuchungsbericht zog auch die Möglichkeit in Betracht, dass die Piloten das Hoheitszeichen gar nicht kannten.
Kommandant Jaspers gab später zu Protokoll, er sei sehr nervös und lange unsicher gewesen, ob sie sich bereits über Schweizer Gebiet befänden, weil sie keine Schweizer Karten mitgeführt hätten. Deswegen habe er den Begleitschutz auch nicht sofort abbestellt. Der Pilot Gallagher sagte hingegen aus, er habe nach Überfliegen des Rheins auch ohne Karten gewusst, dass sie die Schweiz erreicht hätten, und Jaspers aufgefordert, die Mustangs zurückzuschicken. Offenbar waren die Kompetenzen zwischen den beiden nicht klar aufgeteilt. Beide bestätigten, dass sie die Schweizer Flugzeuge an den Hoheitszeichen erkannt hätten. Jaspers behauptete, er habe den Mustangs befohlen, nicht zu schiessen, es seien «vielleicht» Schweizer Flugzeuge, sie hätten diese Meldung aber wegen schlechten Empfangs nicht erhalten, was wiederum nicht ganz glaubhaft ist, weil die Verbindung zuvor bestens funktioniert hatte. Am glaubwürdigsten fand Untersuchungsrichter Dombrowski die von Gallagher geäusserte Vermutung, Ostrow und Erickson hätten das Abdrehen der 2. Patrouille als Angriff auf die B-17 interpretiert – ob sie nun wussten, dass es Schweizer Flugzeuge waren, oder nicht – und deswegen das Feuer eröffnet.
Der Aviatikjournalist Peter Brotschi stellte auch die Spekulation in den Raum, die Amerikaner hätten «den Schweizern einen ‹Denkzettel› verpassen» wollen, «weil die Schweiz immer noch Rüstungsgüter nach Deutschland schickte». Das ist aber aus denselben Gründen wie beim Nichterkennen der Hoheitszeichen unwahrscheinlich.
Treus Sohn misstraute der «offiziellen Version» und wollte als Erwachsener eigentlich gerne von den amerikanischen Piloten erfahren, was man ihnen «vor dem Einsatz gesagt oder befohlen hatte». Seine Mutter habe ihm jedoch gesagt, «dass solche Kontakte vonseiten der USA nicht erwünscht seien».
Als direkte Folge des Unglücks liess die Schweizer Luftwaffe ihre Messerschmitts mit rot-weissen Streifen auffälliger kennzeichnen, um künftige Verwechslungen zu vermeiden.

## «Fliegerstein»

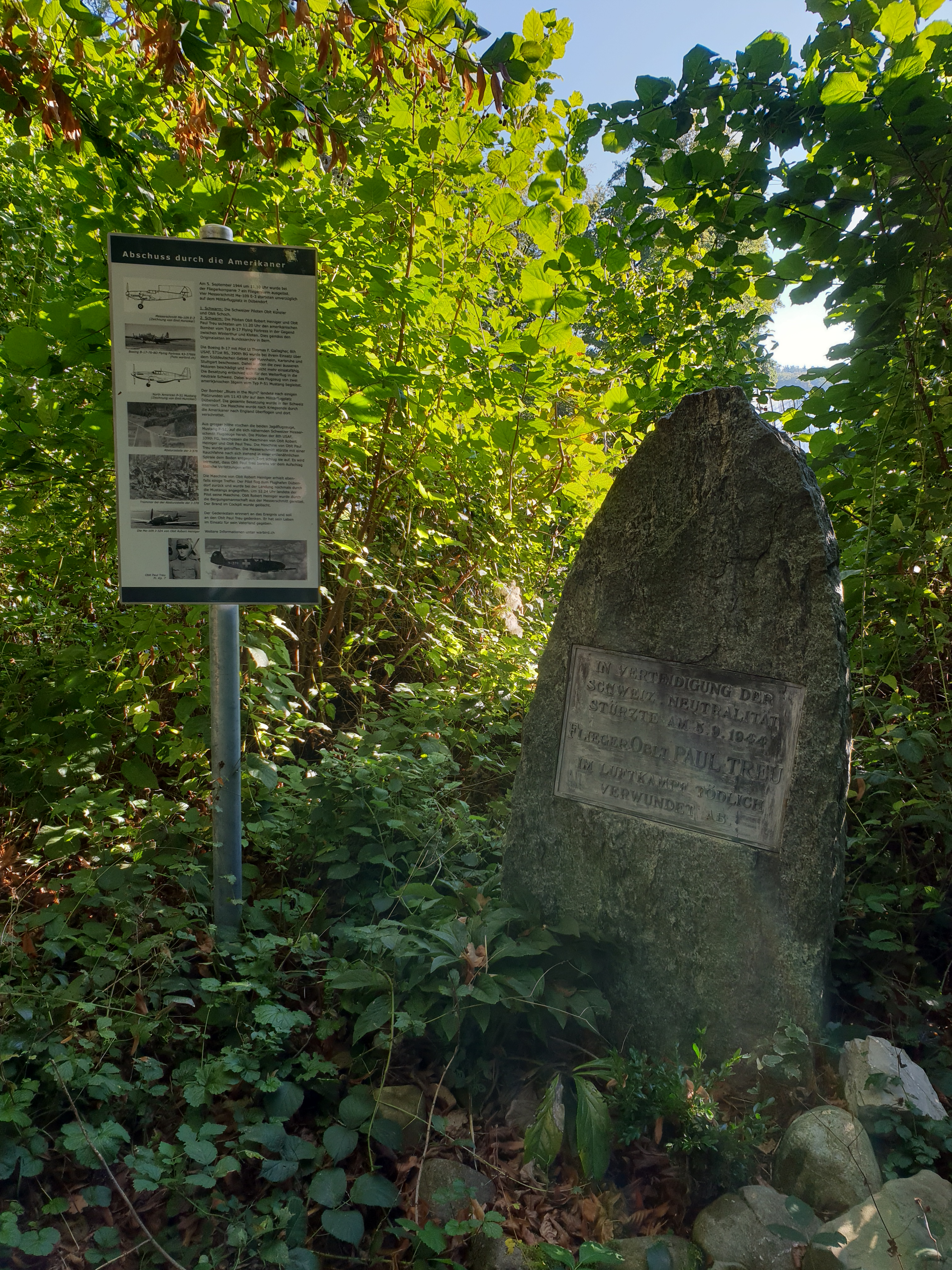
Der Gedenkstein für Paul Treu in Zürich-Affoltern (2018)

Am 5. September 1946 enthüllten Freunde Treus einen Gedenkstein an der Absturzstelle in Zürich-Affoltern.